# Aciéries réunies de Burbach-Eich-Dudelange
 (décembre 2024).
Si vous disposez d'ouvrages ou d'articles de référence ou si vous connaissez des sites web de qualité traitant du thème abordé ici, merci de compléter l'article en donnant les références utiles à sa vérifiabilité et en les liant à la section « Notes et références ».
Les Aciéries réunies de Burbach-Eich-Dudelange (abrévié Arbed) est un groupe sidérurgique luxembourgeois fondé en 1911 et qui a fusionné le 18 février 2002 avec l'espagnol Aceralia et le français Usinor pour former le groupe européen Arcelor. Ce dernier a lui-même fusionné en 2006 avec Mittal Steel pour créer le 1er groupe sidérurgique mondial ArcelorMittal.

## Histoire
Les origines d'Arbed remontent à la fin du XIXe siècle avec la naissance en 1882 de la Société Anonyme des Hauts Fourneaux et Forges de Dudelange, société mère d'Arbed et le début de la production d'acier en 1886 à Dudelange, au Luxembourg. En 1911, à l'initiative d'Émile Mayrisch et de Gaston Barbanson, la compagnie mère absorbe deux autres producteurs d'acier luxembourgeois : la Société des Forges d'Eich, fondée en 1838 et la Société Anonyme des Mines du Luxembourg et des Forges de Sarrebruck, fondée en 1858. La fusion de ces trois groupes donne naissance à Arbed, dont le nom est l'acronyme d'Aciéries Réunies de Burbach-Eich-Dudelange. Depuis cette date, le groupe a développé une politique de partenariat et d'acquisition tant en Europe que dans le reste du monde, lui permettant de devenir un des principaux producteurs d'acier au monde.
Pendant la Seconde Guerre mondiale, le Luxembourg qui, en 1939 produit 1,8 million de tonnes d'acier, est intégré au territoire allemand et Arbed prend le nom de Hüttenwerke Burbach-Eich-Dudelingen. Face aux changements économiques, l'entreprise doit se restructurer dans les années 1970 et début 1980 pour résister à la concurrence des pays émergents. Cela se fait avec l'aide de l'État luxembourgeois qui possède des parts importantes de la société (à un moment, il détenait 31 % du capital de la société). Arbed se tourne alors vers la production d'aciers spéciaux et plus généralement vers des produits plus techniques, à plus forte valeur ajoutée. Le groupe développe notamment ses activités dans des secteurs complémentaires à la production et au traitement de métaux. C'est un des premiers producteurs mondiaux de steelcord (fil métallique) et le premier producteur de tréfilés en Amérique du Sud. Le groupe se développe également dans le domaine des feuilles de cuivre ultra-minces pour l'industrie de la microélectronique. Arbed possède un réseau de vente et de distribution implanté dans plus de soixante pays.
Le dernier accord fut le rapprochement avec les groupes espagnol Aceralia et français Usinor dans le but de fonder un géant de l'acier, le groupe européen Arcelor. La fusion a été officiellement matérialisée le 18 février 2002 lorsque le tout nouveau groupe fut introduit en bourse.

## Chronologie d'Arbed
- 1882 : Création de la Société Anonyme des Hauts Fourneaux et Forges de Dudelange
- 1886 : Début de la production d'acier à Dudelange au Luxembourg
- 1911 : Fusion des 3 sidérurgistes les plus importants du Luxembourg et création d'Arbed
- 1920 : Création de TradeArbed
- 1922 : Création de la Compania Siderúrgica Belgo Mineira au Brésil
- 1962 : Création de Sidmar, à Gand en Belgique
- 1985 : Participation majoritaire dans ALZ à travers SIDMAR
- 1992 : Prise de contrôle de l'ancienne Maxhütte d'Unterwellenborn (ex-RDA) pour constituer Stahlwerk Thüringen
- 1993 : Organisation du groupe en secteurs d'activité
- 1993 à 1997 : Reconversion vers la production d'acier électrique au Luxembourg
- 1995 : Participation majoritaire dans Klöckner Stahl, devenu STAHLwerke BREMEN puis ArcelorMittal Bremen.
- 1997 : Partenariat stratégique avec Aceralia (anciennement CSI) en Espagne
- 1998 : Intégration d'Aristrain en Espagne - Participation majoritaire dans Belgo-Mineira
- 1999 : Reprise d'Ucin en Espagne
- 2000 : Cession de la participation dans Samitri

## Présidents de l'entreprise
- Émile Mayrisch : -1928
- Gaston Barbanson : - 1946
- Fernand Wagner : 1998-2001